# کنولر سی.۲
کنولر سی. ۲ (به انگلیسی: Knoller_C.II) یک هواگرد ملخ‌پیشین تک‌موتوره از نوع هواگرد شناسایی ساخت شرکت Knoller است. هواگرد کنولر سی. ۲ نخستین پروازش را در ۱۹۱۶ میلادی انجام داد. در مجموع، تعداد ۷۵ فروند از این هواگرد ساخته شده‌است.
طراح این هواگرد، Richard Knoller بود.